# Адресный язык программирования
Адресный язык программирования (концепция — 1954 г., первая реализация − 1955 г.) — алгоритмический язык, ориентированный на приложения в качестве основы для создания языков программирования. Основу адресного языка составляет отношение адреса и содержимого, формализация этого отношения позволяет в простой форме описывать операции, реализуемые на ЦВМ (Цифровой Вычислительной Машине). В Адресном языке программирования высокого уровня, придуманном Е. Л. Ющенко, впервые была введена непрямая адресация высших рангов. Указатели представляют собой непрямую адресацию 2-го ранга. Конструкции данного языка вошли в состав современных языков программирования как классические структуры.
C этого языка уже в начальный период развития кибернетики в АН УССР созданы трансляторы, облегчившие процесс программирования для имевшихся в то время в СССР ЭВМ первого и второго поколений «Киев», «Урал-1» и М-20. Впоследствии такими трансляторами были снабжены и другие отечественные ЭВМ.